# Jonathan Moore (Schriftsteller)
Jonathan S. Moore, Pseudonym James Kestrel (* 5. Juni 1977 in Stanford, Kalifornien), ist ein US-amerikanischer Schriftsteller und Rechtsanwalt, dessen Werke mehrere renommierte Preise erhielten.

## Leben
Moore arbeitete zunächst in unterschiedlichsten Berufen, darunter als Englischlehrer, Wildwasser-Rafting-Führer auf dem Rio Grande, Betreuer für jugendliche Straftäter in einem texanischen Wildniscamp und Ermittler für einen Strafverteidiger in Washington, D.C.
Drei Jahre lebte er in Hsinchu in Taiwan, wo er Mandarin-Chinesisch lernte, in einem Kindergarten und einer Grundschule unterrichtete und Besitzer eines mexikanischen Restaurants war.
2007 beendete er sein Jura-Studium an der Law School der Tulane University in New Orleans mit „magna cum laude“ und veröffentlichte 2013 seinen ersten Roman. Der internationale Durchbruch gelang ihm 2022 mit dem Thriller Five Decembers.
Er lebt heute mit seiner Familie auf Hawaii und arbeitet hauptberuflich als Anwalt bei der Kanzlei Kobayashi, Sugita & Goda in Honolulu. Seine Bücher wurden in zwölf Sprachen übersetzt.

## Auszeichnungen
- 2013 – Bram Stoker Award for Best First Novel für Redheads
- 2022 – Edgar Allan Poe Award für Five Decembers als bester Roman des Jahres
- 2022 – Nominierung für den Barry Award für Five Decembers als bester Thriller des Jahres
- 2022 – Nominierung (Finalist) für den Hammett Prize für Five Decembers als bester Krimi des Jahres
- 2023 – Deutscher Krimipreis, 1. Platz International für Fünf Winter[2]

## Werke
- Redheads. 2013
- Close Reach. 2014
- The Poison Artist. Houghton Mifflin Harcourt 2016, ISBN 978-0544520561.
  - Poison Artist. Deutsche Übersetzung von Stefan Lux. Suhrkamp 2023, ISBN 978-3-518-47325-2.
- The Dark Room. Orion 2017, ISBN 978-1409165026.
- The Blackout. Stories. 2018
- The Night Market. Houghton Mifflin Harcourt 2018, ISBN 978-0544671898.

als James Kestrel
- Five Decembers. Titan Books, New York 2022, ISBN 978-1-789-09611-8.
  - Fünf Winter. Deutsche Übersetzung von Stefan Lux. Suhrkamp, Berlin 2023, ISBN 978-3-518-47317-7.
- Blood Relations. Orion 2020, ISBN 978-1409192497.
  - Bis in alle Endlichkeit. Deutsche Übersetzung von Stefan Lux. Suhrkamp, Berlin 2024, ISBN 978-3-518-47435-8.